# Eparquía de Adigrat
La eparquía de Adigrat (en latín: Eparchia Adigraten(sis)) es una circunscripción eclesiástica etiópica de la Iglesia católica en Etiopía, sufragánea de la archieparquía de Adís Abeba. La eparquía tiene al obispo Tesfasellassie Medhin como su ordinario desde el 16 de noviembre de 2001. 

## Territorio y organización
La eparquía tiene 132 000 km² y extiende su jurisdicción sobre los fieles católicos de rito alejandrino etiópico residentes en la región de Tigray (que precedentemente fue llamada región 1) y la zona 2 (la más septentrional) de la región Afar.
La sede de la eparquía se encuentra en la ciudad de Adigrat, en donde se halla la Catedral del Santo Salvador.
En 2020 en la eparquía existían 35 parroquias:
- En Guol'a (creada en 1844)
- En Alitena (creada en 1845)
- En Maibrazio (creada en 1851)
- En Monoxoito (creada en 1897)
- En Aiga (creada en 1900)
- En Gonder (creada en 1912)
- En Biera (creada en 1916)
- En Addibutsuo (creada en 1920)
- En Sebeya (creada en 1921)
- En Awo (creada en 1923)
- En Zeban (creada en 1925)
- En Mendida (creada en 1926)
- En Dessie (creada en 1929)
- En Weratle (creada en 1950)
- En Adigrat (creada en 1952)
- En Maichea (creada en 1954)
- En Ketsketsia (creada en 1957)
- En Mekelle (creada en 1963)
- En Wutafa (creada en 1966)
- En Zalanbessa (creada en 1972)
- En Kolete-Gra'ana (creada en 1974)
- En Kobbo (creada en 1975)
- En Addaga (creada en 1981)
- En Edaga Hamus (creada en 1984)
- En Kafna (creada en 1985)
- En Magauma (creada en 1985)
- En Mergedda (creada en 1985)
- En Engal (creada en 1986)
- En Daro (creada en 1989)
- En Wukro (creada en 1993)
- En Fere Dashum (creada en 1996)
- En Ara'e (creada en 1997)
- En Adwa (creada en 1999)
- En Alamata (creada en 1999)
- En Arire (creada en 2000)
- En Endaselassie (creada en 2004)
- En Maichew (creada en 2005)
- En Ruwassa (creada en 2006)
- En Dawhan (creada en 2007)
- En Sheraro (creada en 2007)

## Historia
La prefectura apostólica del Tigray, de rito latino, fue erigida el 25 de marzo de 1937 con la bula Quo in Aethiopiae del papa Pío XI, separando territorio del vicariato apostólico de Abisinia (simultáneamente suprimido).

Praefectura Apostolica de Tigrai regiones amplectetur, quae sub Tigrai nomine veniunt, eosdemque fines habebit ac Commissariatus Civiles, simul sumpti, qui a locis Aduae, Makcallé, Adigrat, Abbi Addi et Alomatá appellantur; eamque Congregationis Missionis curis concredimus et Praefecti Apostolici sedem in urbe Adigrat statuimus.

El nuevo distrito eclesiástico incluía las comisarías de Ádua, Macallè, Adigràt, Addì Abbì y Allomatà en la gobernación de Eritrea en el África Oriental Italiana.
Con la muerte del último prefecto, Salvatore Pane, en 1951, y con la expulsión de los misioneros extranjeros, comenzó un largo período de sede vacante para la prefectura apostólica. Además, con el final del África Oriental Italiana, el número de fieles del rito latino se redujo considerablemente.
El 20 de febrero de 1961 la prefectura apostólica fue suprimida y se erigió la eparquía de Adigrat de rito etiópico con la bula Quod venerabiles del papa Juan XXIII en el mismo territorio que la antigua prefectura apostólica.

Sedes denique episcopalis vulgo Adigrat territoria complectatur ad praefecturam apostolicam Tigraiensem ad hunc diem pertinentia.

## Estadísticas
De acuerdo al Anuario Pontificio 2021 la eparquía tenía a fines de 2020 un total de 27 698 fieles bautizados.
| Año                                                                             | Población            | Población | Población      | Sacerdotes | Sacerdotes    | Sacerdotes    | Bautizados por sacerdote | Diáconos permanentes | Religiosos | Religiosos | Parroquias |
| Año                                                                             | Bautizados católicos | Total     | % de católicos | Total      | Clero secular | Clero regular | Bautizados por sacerdote | Diáconos permanentes | Varones    | Mujeres    | Parroquias |
| ------------------------------------------------------------------------------- | -------------------- | --------- | -------------- | ---------- | ------------- | ------------- | ------------------------ | -------------------- | ---------- | ---------- | ---------- |
| 1950                                                                            | 4000                 | 1 800 000 | 0.2            | 16         | 16            |               | 250                      |                      |            |            | 8          |
| 1970                                                                            | 9848                 | 3 200 000 | 0.3            | 36         | 33            | 3             | 273                      |                      | 4          | 34         | 14         |
| 1980                                                                            | 10 500               | 2 140 000 | 0.5            | 51         | 45            | 6             | 205                      |                      | 10         | 32         | 18         |
| 1990                                                                            | 15 145               | 3 620 000 | 0.4            | 70         | 61            | 9             | 216                      |                      | 25         | 69         | 32         |
| 1999                                                                            | 16 625               | 4 516 625 | 0.4            | 85         | 73            | 12            | 195                      |                      | 41         | 60         | 35         |
| 2000                                                                            | 17 016               | 4 517 016 | 0.4            | 81         | 68            | 13            | 210                      |                      | 54         | 56         | 33         |
| 2001                                                                            | 17 120               | 4 017 000 | 0.4            | 87         | 74            | 13            | 196                      |                      | 54         | 54         | 33         |
| 2002                                                                            | 17 427               | 3 500 000 | 0.5            | 85         | 74            | 11            | 205                      |                      | 38         | 47         | 33         |
| 2003                                                                            | 18 014               | 3 694 650 | 0.5            | 87         | 75            | 12            | 207                      |                      | 43         | 51         | 36         |
| 2004                                                                            | 19 326               | 3 695 962 | 0.5            | 86         | 72            | 14            | 224                      |                      | 46         | 48         | 36         |
| 2006                                                                            | 19 994               | 4 146 000 | 0.5            | 81         | 66            | 15            | 246                      |                      | 46         | 51         | 35         |
| 2007                                                                            | 20 050               | 4 262 000 | 0.5            | 81         | 68            | 13            | 247                      | 4                    | 42         | 53         | 35         |
| 2009                                                                            | 22 687               | 4 601 000 | 0.5            | 93         | 77            | 16            | 243                      |                      | 93         | 54         | 36         |
| 2012                                                                            | 22 900               | 4 854 000 | 0.5            | 86         | 75            | 11            | 266                      |                      | 76         | 54         | 36         |
| 2015                                                                            | 22 711               | 5 237 000 | 0.4            | 82         | 74            | 8             | 276                      |                      | 66         | 55         | 36         |
| 2018                                                                            | 24 951               | 4 914 480 | 0.5            | 92         | 74            | 18            | 271                      |                      | 63         | 55         | 35         |
| 2020                                                                            | 27 698               | 5 132 000 | 0.5            | 91         | 70            | 21            | 304                      | 2                    | 70         | 56         | 35         |
| Fuente: Catholic-Hierarchy, que a su vez toma los datos del Anuario Pontificio. |                      |           |                |            |               |               |                          |                      |            |            |            |

## Episcopologio

### Prefectos del Tigré
- Bartolomeo Maria Bechis, C.M. † (1937-1939 renunció)
- Salvatore Pane, C.M. † (10 de junio de 1939-1951 falleció)
  - Sede vacante (1951-1961)

### Eparcas de Adigrat
- Hailé Mariam Cahsai † (9 de abril de 1961-24 de noviembre de 1970 falleció)
- Sebhat-Leab Worku, S.D.B. † (12 de junio de 1971-12 de octubre de 1984 renunció)
- Kidane-Mariam Teklehaimanot † (12 de octubre de 1984-16 de noviembre de 2001 renunció)
- Tesfasellassie Medhin, desde el 16 de noviembre de 2001